# Józef Matecki (pułkownik)
Józef Matecki (ur. 4 grudnia 1896 we Wrześni, zm. 17 września 1969 w Waszyngtonie) – pułkownik dyplomowany piechoty Wojska Polskiego.

## Życiorys
Józef Matecki urodził się 4 grudnia 1896 roku we Wrześni, ówczesnym mieście powiatowym rejencji poznańskiej, w rodzinie Józefa i Magdaleny z Jakubowskich . 
Na początku I wojny światowej, po ukończeniu gimnazjum gnieźnieńskiego, został wcielony do Armii Cesarstwa Niemieckiego i wysłany na front zachodni. Wziął udział w powstaniu wielkopolskim. Walczył w oddziale Pawła Cymsa. W styczniu 1919 roku został ciężko ranny w czasie szturmu dworca w Inowrocławiu. Przestrzelone płuca wymagały długiego leczenia i rehabilitacji.
Pod koniec 1919 roku został przydzielony do Kompanii Przybocznej Naczelnego Wodza. W 1920 roku, w czasie wojny z bolszewikami dowodził kompanią 65 pułku piechoty. Następnie przez dwa lata dowodził batalionem w 57 pułku piechoty wielkopolskiej w Poznaniu. 23 maja 1923 roku otrzymał przeniesienie do 9 pułku piechoty Legionów w Zamościu na stanowisko pełniącego obowiązki dowódcy batalionu sztabowego. W następnym roku został wyznaczony na stanowisko kwatermistrza pułku. 16 grudnia 1926 roku został zwolniony ze stanowiska oficera przysposobienia wojskowego. 27 stycznia 1930 roku został awansowany na majora ze starszeństwem z dniem 1 stycznia 1930 roku i 25. lokatą w korpusie oficerów piechoty. Z dniem 3 listopada 1932 roku został powołany z Departamentu Piechoty Ministerstwa Spraw Wojskowych do Wyższej Szkoły Wojennej w Warszawie, w charakterze słuchacza Kursu 1932–1934. Z dniem 1 listopada 1934 roku, po ukończeniu kursu i otrzymaniu dyplomu naukowego oficera dyplomowanego, został przeniesiony do 21 Dywizji Piechoty Górskiej w Bielsku na stanowisko szefa sztabu. W październiku 1935 roku został przeniesiony do 9 pułku piechoty Legionów na stanowisko dowódcy batalionu. W 1939 roku pełnił służbę w Departamencie Dowodzenia Ogólnego Ministerstwa Spraw Wojskowych w Warszawie na stanowisko szefa Wydziału Studiów.
Po kampanii wrześniowej 1939 roku przedostał się przez Węgry do Francji, gdzie został oficerem do zleceń generała broni Kazimierza Sosnkowskiego, komendanta głównego Związku Walki Zbrojnej. W 1940 roku, po klęsce Francji, został kierownikiem Bazy ZWZ w Kairze. 
Dwa lata później powrócił do służby liniowej i objął dowództwo jednego z batalionów 3 Dywizji Strzelców Karpackich. 1 lutego 1944 roku został zastępcą dowódcy 1 Brygady Strzelców Karpackich. 12 maja 1944 roku, w czasie bitwy o Monte Cassino, objął dowództwo brygady po rannym pułkowniku Walentym Peszku. Brygadą dowodził do września 1944 roku, kiedy to został odwołany do Londynu przez generała Sosnkowskiego w celu objęcia stanowiska szefa Oddziału VI Sztabu Naczelnego Wodza. W związku ze zwolnieniem generała Sosnowskiego z funkcji Naczelnego Wodza objęcie stanowiska szefa Oddziału Specjalnego nie doszło do skutku. Wiosną 1945 roku został zastępcą dowódcy 4 Dywizji Piechoty. 
W 1947 roku, po zwolnieniu z Polskiego Korpusu Przysposobienia i Rozmieszczenia, wyemigrował do Stanów Zjednoczonych Ameryki. W latach 1948–1963 był zatrudniony w służbie geograficznej Armii Stanów Zjednoczonych, w charakterze pracownika kontraktowego. Przez kolejne dwa lata był zatrudniony w Agencji Wywiadowczej Departamentu Obrony. Mając 70 lat został przeniesiony na emeryturę. Zmarł 17 września 1969 roku w Waszyngtonie. Do śmierci był członkiem Koła Generałów i Pułkowników byłych Wyższych Dowódców, skupionego wokół osoby generała broni Władysława Andersa.
Żonaty z Wandą Żakowską, z którą miał dwie córki. Żona przed wojną była zatrudniona w Ambasadzie USA w Warszawie.

## Ordery i odznaczenia
- Krzyż Srebrny Orderu Wojskowego Virtuti Militari nr 10448[9]
- Krzyż Niepodległości (19 czerwca 1938)[10]
- Krzyż Walecznych „za czyny męstwa i odwagi wykazane w bojach toczonych w latach 1918–1921”
- Złoty Krzyż Zasługi (11 marca 1932)[11]